# Léopold-Albert Constans
Pour les articles homonymes, voir Constans.
Léopold-Albert Constans, né le 17 décembre 1891 à Aix-en-Provence et mort le 10 juin 1936 à Paris, est un latiniste français.

## Biographie
Fils du romaniste Léopold Constans, Léopold-Albert Constans fait ses études au lycée Louis-le-Grand puis il entre à l'École normale supérieure (promotion 1910) et est reçu 4e à l'agrégation de lettres en 1913. Après avoir été membre de l'École française de Rome de 1913 à 1915, il enseigne dans les lycées d'Aix (1915), de Lyon (1918) et de Lille (1920). Devenu docteur ès lettres en 1921, il est nommé ensuite maître de conférences d'histoire ancienne et d'épigraphie latine à la Faculté des lettres de Lille de 1921 à 1924 puis professeur de grammaire et philologie latine de 1924 à 1928. Il termine sa carrière à la Faculté des lettres de Paris où il est maître de conférences de langue et littérature latines en 1928 puis professeur sans chaire en 1929, poste qu'il occupe jusqu'à sa mort.
Au cours de sa carrière, il a collaboré avec de nombreuses revues telles que le Journal des Savants, la Revue de philologie, la Revue des études latines et la Revue des études anciennes. Il a également été lauréat de l'Académie d'Aix, de l'Académie des inscriptions et belles lettres ainsi que de l'Académie française.

## Œuvres
- Arles antique, Paris, de Boccard, 1921, 426p., thèse de doctorat.
- Un correspondant de Cicéron, Ap. Claudius Pulcher, Paris, de Boccard, 1921, 138 p. (lire en ligne)
- Arles, Paris, Les Belles Lettres, 1928, 98 p.
- Guide illustré des campagnes de César en Gaule, Paris, Les Belles Lettres, 1929, 135 p.
- L'Énéide de Virgile : étude et analyse, Paris, Mellottée, 1938, 448 p.

## Traductions
- César, Guerre des Gaules, t. I : Livres I-IV, Paris, Les Belles lettres, 1926
- César, Guerre des Gaules, t. II : Livres V-VIII, Paris, Les Belles lettres, 1926
- Cicéron, Correspondance, t. I : Lettres I-LV, Paris, Les Belles lettres, 1934
- Cicéron, Correspondance, t. II : Lettres LVI-CXXI, Paris, Les Belles lettres, 1935
- Cicéron, Correspondance, t. III : Lettres CXXII-CCIV, Paris, Les Belles lettres, 1936
- Cicéron (trad. avec Jean Bayet), Correspondance, t. IV : Lettres CCV-CCLXXVIII, Paris, Les Belles lettres, 1951